# André Erulin
André Erulin est un officier supérieur de l’Armée Française, né à Saint-Etienne le 25 octobre 1907 et mort pour la France à Hanoï le 29 juin 1951. Il est le père du Colonel Philippe Erulin qui s’illustra lors de la bataille de Kolwezi.

## Biographie

### Famille
Il est le fils du colonel Louis-Joseph Erulin, Saint-Cyrien de la promotion d’Egypte (1883) commandeur de la Légion d’honneur, qui commanda le 123è Régiment d’Infanterie à Verdun lors des combats du bois de la Caillette en mai 1916.
Il est le père du colonel Philippe Erulin, Saint-Cyrien de la promotion Union Française (1954), commandeur de la Légion d’honneur, qui commanda le 2e Régiment Étranger de Parachutistes lors de la bataille de Kolwezi en mai 1978.

### Formation
André Erulin est sorti de l’École spéciale militaire de Saint-Cyr en 1929, promotion Maréchal Gallieni. Il est ensuite diplômé de la 60e promotion de l’École supérieure de guerre en 1939.

### Campagne du Maroc
Dès sa sortie de Saint-Cyr en 1929, André Erulin est affecté comme sous-lieutenant au 60e régiment d'infanterie d’abord en Rhénanie puis à Dole. En 1933, le lieutenant André Erulin sert au Maroc au sein du 4e Régiment de Tirailleur Marocains où il prend part aux opérations dans les territoires du Sud. Il combat notamment au combat de Koucer (aout 1933) et de Tizi (février 1934). Il y sera cité à l’ordre du Régiment en aout 1933.
La campagne terminée, il rentre en France pour se préparer à l’École supérieure de guerre où il entre en 1938. Il est promu Capitaine en septembre 1938.

### Seconde Guerre mondiale

#### Campagne de France
Le 30 aout 1939, il est affecté à l’Etat-Major de la 52e Division d’Infanterie avec qui il fera toute la campagne de France et où il obtient une citation. Sur le point d’être fait prisonnier, il s’évade par deux fois et rejoint la zone libre en juillet 1940. Il est alors affecté au 5e Régiment d’Infanterie à Saint-Etienne. Démobilisé en novembre 1942, il est ensuite placé en congé d’armistice en mars 1943.

#### Résistance intérieure française
Entré début 1943 en résistance et dans la clandestinité au sein de l’Organisation de résistance de l'Armée (ORA) sous le pseudonyme de “Carlhian”, le Capitaine André Erulin organise et camoufle des parachutages dans le secteur du Mont-Dore, dans le cadre des opérations aériennes clandestines.
Il sera d’ailleurs blessé gravement en septembre 1943 lors d’un convoyage d’armes.

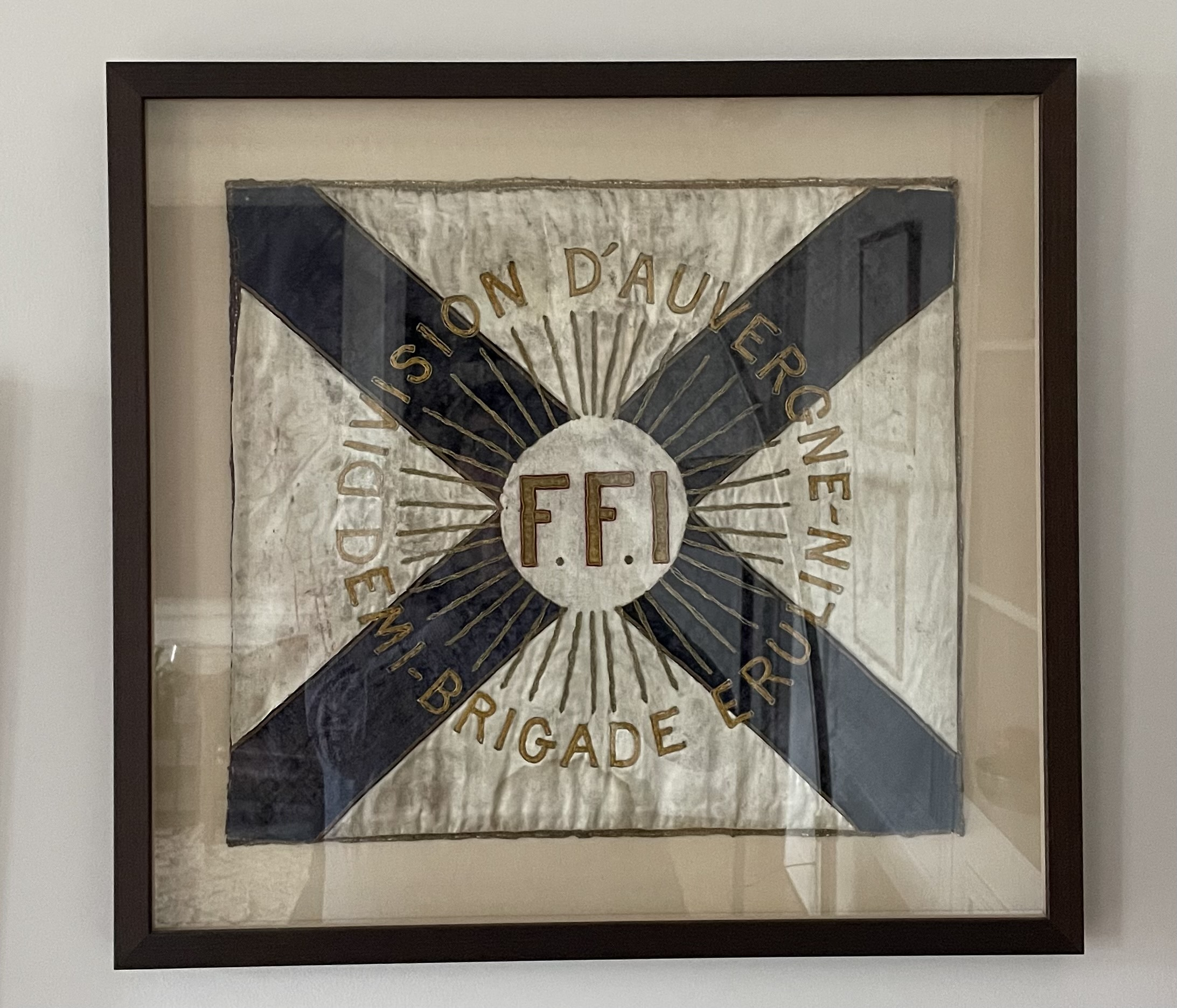
Fanion de la Demi Brigade FFI Erulin.

Nommé chef de bataillon des Forces françaises de l'intérieur (FFI) le 1er juin 1944, il est nommé adjoint au chef du groupement 22 du Cantal puis prend le commandement du groupement 11 du Cantal le 15 juillet. Une semaine plus tard, il est nommé chef d’état-major départemental et c’est à ce poste qu’il mène les combats du Lioran et dirige le blocus de Saint-Flour.
Le 6 septembre, il prend le commandement de la colonne rapide no 2 du Cantal. Le 15 septembre, il est à la tête de la 1re demi brigade, dite « demi brigade Erulin » où se fondent les colonnes rapides no 2 (Cantal) et 3 (Puy-de-Dôme).
De juillet à septembre 1944, les FFI de la “Division d’Auvergne” (agrégeant les maquis du Cantal, de l’Allier et du Puy-de-Dôme) harcèlent les troupes Allemandes en retraite et obtiennent notamment, le 10 septembre au Pont de Decize, la reddition de la colonne Elster forte de 18 500 hommes dont 5 Généraux.
Il est nommé alors Lieutenant-Colonel FFI, et sera cité par deux fois pour ses actes de résistances.

#### Campagne d'Allemagne
Les FFI de la Division d’Auvergne, deviennent « Régiment d’Auvergne » et sont intégrés à la 1re Armée du Général de Lattre en octobre 1944. Le Régiment reçoit officiellement, du Général de Lattre, en novembre son numéro « le 15.2 » et son insigne légendaire des « Diables Rouges », puis son drapeau, remis en février 1945 à Colmar par le Général de Gaulle.
Le Lieutenant-Colonel FFI André Erulin prend alors la tête du 1er bataillon du 152e régiment d'infanterie dont est issue « la demi brigade Erulin ». Il est de tous les combats de la campagne d’Allemagne qui amèneront le « 15.2 » à Mulhouse (novembre), Colmar (février) puis Stuttgart (avril) qui lui vaudront trois citations. Il sera notamment blessé alors qu’il était à la tête de son bataillon le 24 novembre 1944 à Courtelevant.
André Erulin est remis au grade de chef de bataillon à titre normal en décembre 1944.

### Guerre d'Indochine
Entre 1945 et 1949, il sert en états-majors en Allemagne (2e et 3e bureau du commandement des troupes et services de Berlin) et en France (3e bureau de l’état-major de l’Armée, puis est affecté au cabinet militaire du secrétaire d’État aux forces armées, Max Lejeune). Il est nommé Lieutenant-Colonel en juillet 1949.
Il demande à servir en Indochine où il est muté en novembre 1949. Il est d’abord à l’état-major de la Zone Delta Nord sous les ordres du Colonel Gambiez puis adjoint du commandant du GMNA (Groupe Mobile Nord-Africain). En décembre 1950, il prend la tête du Groupe Mobile 4 qui allait s’illustrer en marge des  combats de Vĩnh Yên en janvier 1951, de l’opération Méduse (mai 1951), et enfin sur le Day où il est mortellement blessé le 25 juin 1951 lorsque sa jeep saute sur une mine.

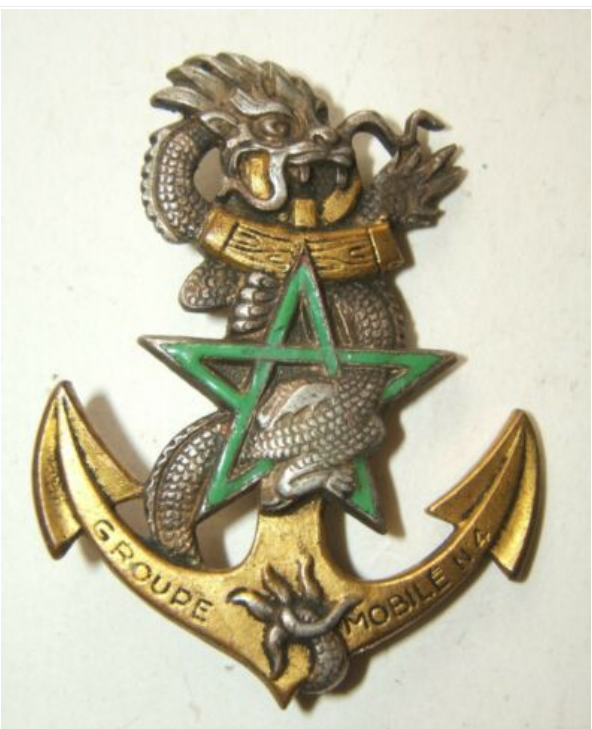
Insigne du Groupe Mobile 4

Il meurt pour la France à l’hôpital Lanessan de Hanoï le 29 juin 1951. Le Général de Lattre prononcera son éloge funèbre lors de ses obsèques à Hanoï. 
Le Lieutenant-Colonel André Erulin est considéré comme l’un des « maréchaux » du Général de Lattre en Indochine. Il sera cité trois fois lors de son séjour en Indochine.

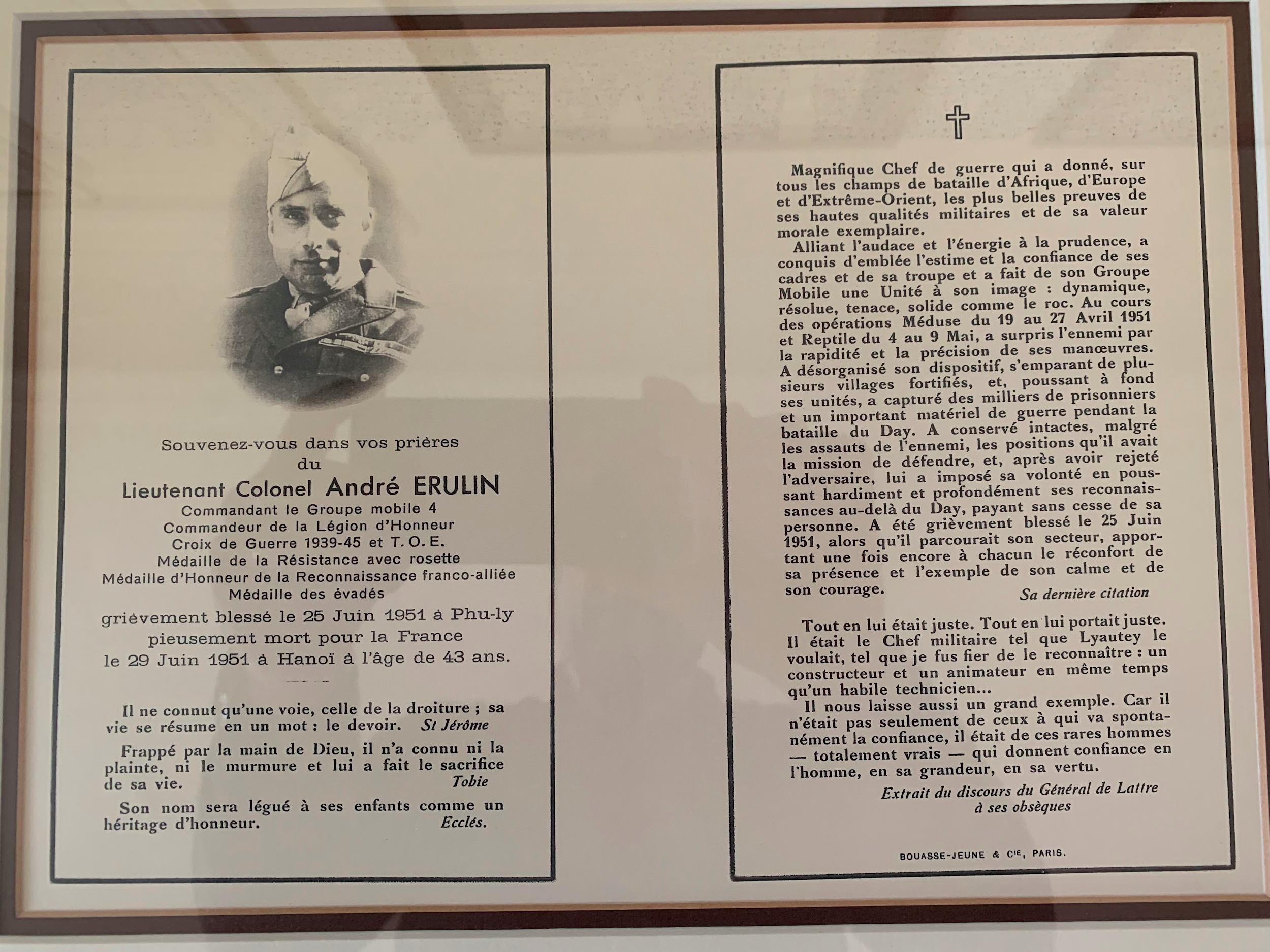
In memoriam

## Décorations

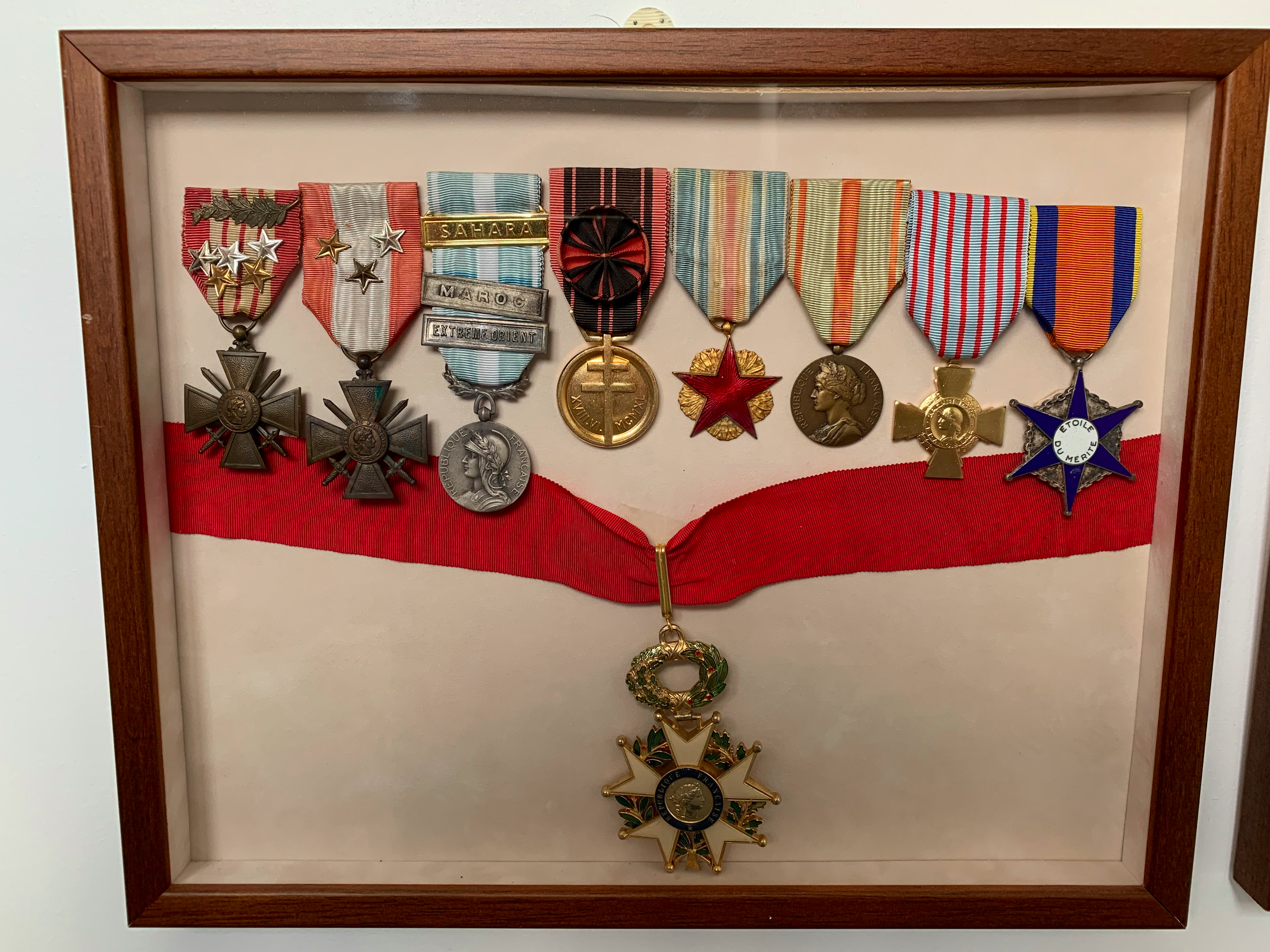
Décorations du Lieutenant-Colonel André Erulin.

Le Lieutenant-Colonel Erulin est titulaire des décorations suivantes :
- Commandeur de la Légion d'honneur[Quand ?]
- Croix de guerre 1939-1945 (1 palme, 2 étoiles de vermeil, 3 étoiles d’argent)
- Croix de guerre des Théâtres d'opérations extérieurs (1 étoile de vermeil, 1 étoile d’argent, 1 étoile de bronze)
- Médaille de la Résistance française avec rosette (décret du 24 avril 1946)[12]
- Médaille des évadés
- Croix du combattant
- Médaille coloniale avec agrafe Maroc, Sahara et Extrême Orient
- Insigne des blessés militaires
- Médaille d’Honneur de la Reconnaissance franco-alliées

## Bibliographie

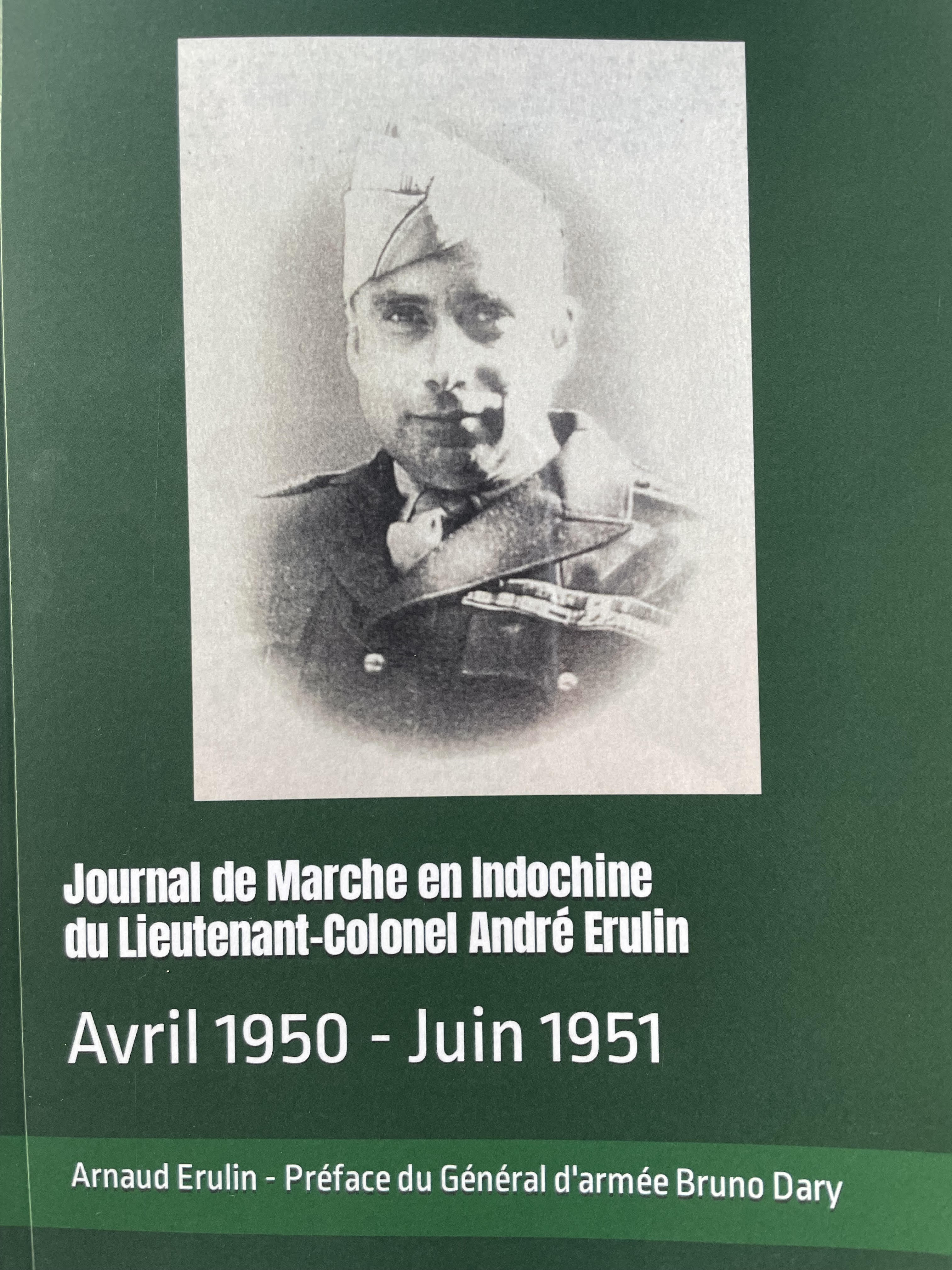
Journal de Marche en Indochine du Lieutenant-Colonel André Erulin

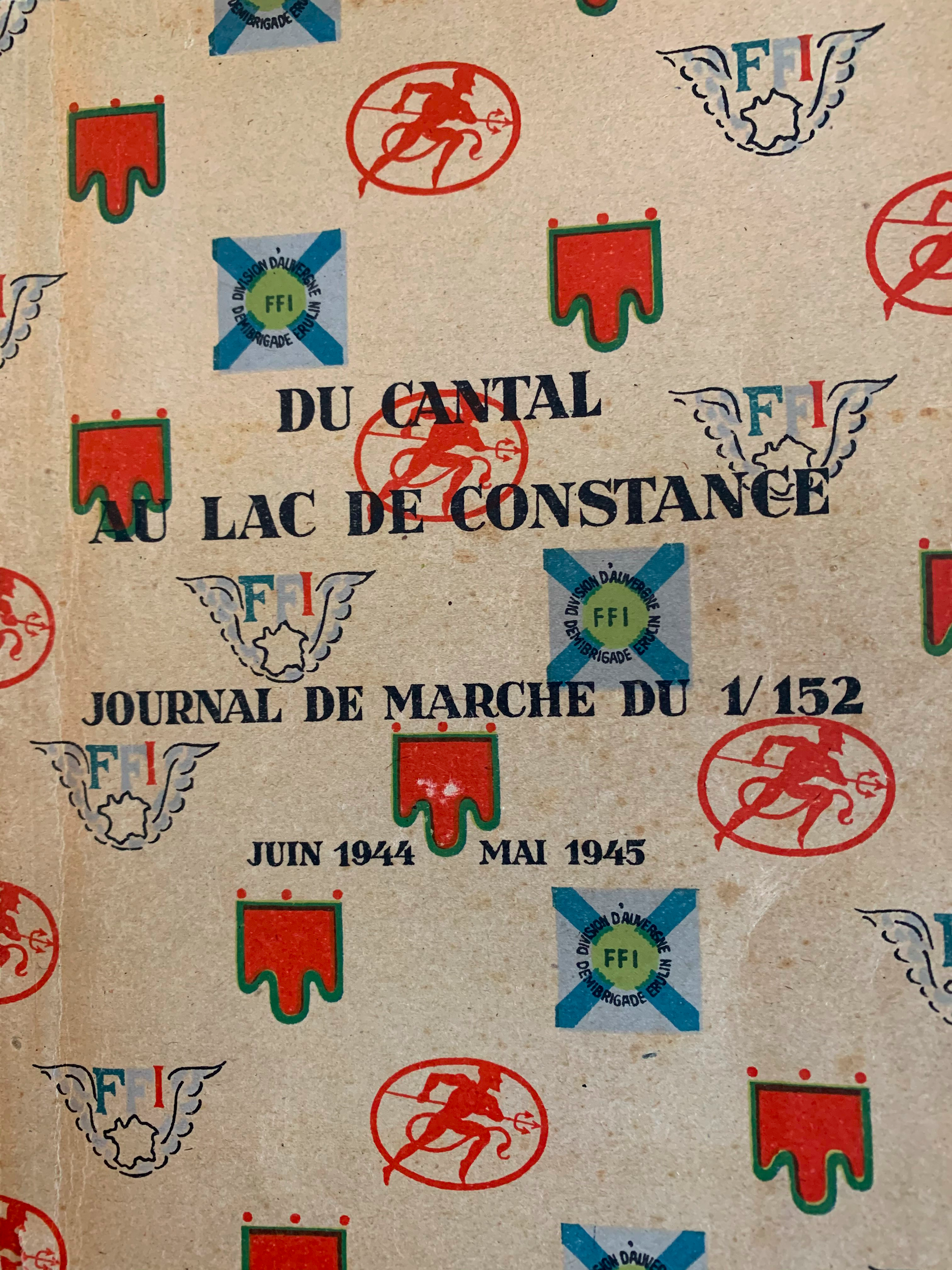
Du Cantal au lac de Constance